# Davidovac (Vranje)
Davidovac (Servisch: Давидовац) is een plaats in de Servische gemeente Vranje. De plaats telt 502 inwoners (2002).